# Im goldenen Westen
Im goldenen Westen (OT: The Girl of the Golden West) ist eine US-amerikanische Filmoperette aus dem Jahr 1938 und die fünfte Zusammenarbeit des populären Leinwandpaares Jeanette MacDonald und Nelson Eddy. Die Regie des Films, der vage Anleihen an dem gleichnamigen Bühnenstück von David Belasco nimmt und mit Liedern von Sigmund Romberg erweitert wurde, führte Robert Z. Leonard. Im goldenen Westen blieb finanziell hinter den Erwartungen zurück und das Studio brachte erst Mitte 1940 wieder einen MacDonald/Eddy-Film heraus. Das Paar sollte allerdings nie wieder seine ehemalige Popularität erreichen.

## Handlung
Mary Robbins betreibt The Poker, einen Saloon im Wilden Westen. Als einzige Frau in der Stadt wird Mary von etlichen Verehrern umschwärmt, darunter auch vom Sheriff Jack Rance. Auf dem Weg zu einem Wohltätigkeitskonzert wird Marys Postkutsche von dem berüchtigten Outlaw Ramerez überfallen. Er verliebt sich in Mary und folgt ihr unter dem Pseudonym Lt. Johnson. Auf dem Konzert flirtet er mit der nicht abgeneigten Mary. Nach etlichen Verwicklungen finden beide schließlich ihr Glück.

## Hintergrund
David Belasco feierte mit seinem Stück Das Mädchen aus dem goldenen Westen 1905 einen weltweiten Erfolg. Die melodramatische Geschichte um eine mutige Frau und einen Banditen wurde von Giacomo Puccini als La fanciulla del West 1910 in eine Opernfassung gebracht, die ebenfalls erfolgreich war.
Es gab bereits drei Filmfassungen des Sujets, zuletzt 1930 eine Verfilmung mit Ann Harding, als sich MGM Mitte 1936 entschloss, den Stoff erneut vor die Kamera zu bringen. Louis B. Mayer sah in der Geschichte die ideale Story für das populäre Leinwandpaar Jeanette MacDonald und Nelson Eddy, die seit 1934 zu weltweiter Popularität gelangt waren. Gleichzeitig wurde die Idee verworfen, die Musik von Puccini für den Film zu verwenden, und stattdessen ein komplett neuer Score von Sigmund Romberg und Gus Kahn verwendet. Die Dreharbeiten verliefen nicht so glatt wie gewohnt, zumal MacDonald dem Vernehmen nach lieber Allan Jones, ihren Co-Star aus Tarantella, an ihrer Seite haben wollte. Die Schauspielerin war zudem überzeugt, dass die Handlung veraltet und die Besetzung von Nelson Eddy als maskierter Bandit wenig glaubwürdig wäre. Am Ende erwies sich der Film als künstlerische und finanzielle Enttäuschung.

## Kinoauswertung
Mit Produktionskosten von 1.680.000 US-Dollar war Im goldenen Westen über 500.000 US-Dollar günstiger als Maienzeit. In den USA blieb der Film deutlich hinter den bisherigen Ergebnissen des Leinwandpaares zurück und spielte mit 1.597.000 US-Dollar eine respektable, jedoch auch keine Spitzensumme ein. Hinzu kamen weitere 1.285.000 US-Dollar aus dem Ausland. Mit einem kumulierten Gesamtergebnis von 2.882.000 US-Dollar und einem Gewinn von mageren 246.000 US-Dollar wurden die hohen Erwartungen nicht erfüllt und es sollte über zwei Jahre dauern, bis das Studio erneut einen Film mit den beiden Sängern in die Kinos brachte.

## Musik
Wie von den Fans erwartet, wurde in dem Film oft und ausführlich gesungen. Dabei wurde das gesamte Repertoire von Volkstümlich bis Klassisch abgedeckt.
Die meisten Stücke wurden von Sigmund Romberg – Musik - und Gus Kahn – Text, für den Film komponiert.
- Sun-Up to Sun Down
- Shadows On The Moon
- Soldiers Of Fortune
- The Wind In The Trees
- Señorita
- Mariache
- The West Ain’t Wild Anymore

Darüber hinaus kommen die nachfolgenden Stücke zur Aufführung.
- Who Are We To Say (Volksweise)
- Gwine to Rune All Night (Stephen Foster)
- Polly Wolly Doodle (Volksweise)
- Liebestraum Nr. 3 (Franz Liszt)
- Ave Maria (Charles Gounod)
- Hochzeitsmarsch (Felix Mendelssohn Bartholdy aus seiner Oper Ein Sommernachtstraum)

## Kritik
Die meisten Kritiker waren bestenfalls zurückhaltend. Der generelle Konsensus war, dass die beiden Stars schlicht und ergreifend fehlbesetzt seien.